# Lodewijk Hendrik le Fèvre de Montigny
Lodewijk Hendrik le Fèvre de Montigny (13 november 1905 - Breda, 24 augustus 1962) was een Nederlandse militair en voorzitter van NAC Breda.

## Leven en werk
Le Fèvre de Montigny werd in november 1905 geboren als zoon van Johan Jacob le Fèvre de Montigny en van Geertruida Johanna Schenkenberg van Mierop. Hij koos voor een militaire loopbaan. Als luitenant-kolonel had hij het bevel over het 6de Regiment Veldartillerie, dat deelnam aan de politionele acties in het toenmalige Nederlands-Indië. Hij was als kolonel der artillerie onder meer commandant van de artillerieschool in Breda en garnizoenscommandant van de legerplaats Ossendrecht. 
Le Fèvre de Montigny was in 1939 met zijn paard Muze Nederlands kampioen terreinrijden. In latere jaren was hij bestuurslid van de voetbalclub NAC Breda. Het jaar voor zijn overlijden vervulde hij de voorzittersfunctie bij deze vereniging.
Le Fèvre de Montigny was gehuwd. Hij overleed in augustus 1962 na een operatie in Breda. Hij was officier in de Orde van Oranje Nassau met de zwaarden. Zijn broer Gillis Johannis was bevelhebber der landstrijdkrachten en chef defensiestaf.